# Episodi di Star Trek (serie animata) (seconda stagione)
La seconda stagione della serie animata di Star Trek è stata trasmessa dalla NBC tra il settembre e l'ottobre 1974. Tutti gli episodi sono stati diretti da Bill Reed.
| nº | Titolo originale                   | Titolo italiano                            | Prima TV USA      | Prima TV Italia |
| -- | ---------------------------------- | ------------------------------------------ | ----------------- | --------------- |
| 1  | The Pirates of Orion               | I pirati di Orione                         | 7 settembre 1974  |                 |
| 2  | Bem                                | Il comandante Bem                          | 14 settembre 1974 |                 |
| 3  | The Practical Joker                | Il computer si diverte                     | 21 settembre 1974 |                 |
| 4  | Albatross                          | L'aurora che uccide                        | 28 settembre 1974 |                 |
| 5  | How Sharper Than a Serpent's Tooth | È più tagliente di un morso di un serpente | 5 ottobre 1974    |                 |
| 6  | The Counter-Clock Incident         | Universi paralleli                         | 12 ottobre 1974   |                 |

## I pirati di Orione
- Titolo originale: The Pirates of Orion
- Scritto da: Howard Weinstein

### Trama
Sull'Enterprise, in viaggio verso il pianeta Deneb V, scoppia un'epidemia di coriocitosi: il dottor McCoy riesce a curare tutti i Terrestri, ma per Spock, avendo una fisiologia differente, la malattia si rivela grave, al punto di avere solo tre giorni di vita. È necessario un farmaco, la strobolina, che si trova a quattro giorni di distanza; Kirk organizza una staffetta e il mercantile Huron è incaricato del rendez-vous con l'Enterprise. Il mercantile però è nelle mire di un vascello sconosciuto, che si rivela essere nave pirata orioniana, che assale lo Huron e ruba il carico di cristalli di dilitio e la strobolina.
L'Enterprise raggiunge lo Huron e insegue la nave orioniana, che raggiunge in un campo di asteroidi espolsivi. Gli Orioniani, sapendo di non poter sfuggire all'incrociatore federale o sconfiggerlo in combattimento, inizialmente negano ogni addebito, ma dopo accolgono la proposta di Kirk di consegnare le medicine e di tenersi i cristalli di dilitio in cambio del suo silenzio sull'accaduto, che non provocherebbe la caduta della neutralità orioniana. I pirati non credono però che Kirk manterrà il silenzio e pianificano di distruggere se stessi e l'Enterprise per proteggere la neutralità, che in realtà è solo una scusa per le azioni piratesche della specie, tollerate dal governo di Orione. Kirk incontra il capitano orioniano su un asteroide altamente instabile che il pirata intende far esplodere. I sensori sull'Enterprise però rivelano l'innesco della bomba e Scott lo teletrasporta a bordo. Il capitano orioniano viene arrestato; la medicina recuperata e Spock salvato. Dopo il comportamento dell'equipaggio orioniano, Kirk ha intenzione di risolvere una volta per tutte la pirateria orioniana portando il caso in Federazione.
- Questo episodio è il primo di Star Trek in cui compaiono i maschi orioniani,[1] anche se della specie Blu, che verranno caratterizzati meglio nella quinta stagione della serie Lower Decks[2] (nelle cui stagioni precedenti compaiono anche i maschi Verdi). Precedentemente, nella serie originale, comparvero solo femmine (le schiave di Orione) della specie verde.[N 1]

## Il comandante Bem
- Titolo originale: Bem
- Scritto da: David Gerrold

### Trama
L'equipaggio dell'Enterprise sta conducendo una serie di missioni esplorative con a bordo il comandante onorario pandroniano Ari bn Bem, che lavora per il suo governo come osservatore, allo scopo di promuovere ulteriori scambi culturali, scientifici e diplomatici tra Pandroniani e Federazione.
Bem accompagna una squadra di sbarco in missione su un pianeta appena scoperto. Il Pandroniano fa in modo che Spock e Kirk si materializzino in acqua e ruba loro phaser e comunicatori approfittando del suo essere divisibile in tre. Successivamente inizia a interferire, facendosi catturare dai primitivi abitanti del pianeta, una specie rettiloide. Kirk e Spock cercando di rimediare ma vengono anch'essi catturati dagli indigeni. Poco dopo, Bem, che giudica fallimentare la strategia del capitano, si divide in tre e fugge.
Nel frattempo, sull'Enterprise, Uhura ha scoperto che sul pianeta è presente un campo di stasi simile a un campo sensoriale, che si rivelerà essere un'entità senziente. Quest'ultima è seccata dalle interferenze della Flotta sul suo pianeta e i suoi "figli"; Kirk riesce però a convincerla che se lascerà loro catturare Bem, se ne andranno e non interferiranno più. Bem viene così messo agli arresti e, avendo fallito, si vorrebbe "smontare"; viene rincuorato dall'entità del pianeta che gli suggerisce di imparare dai propri errori.

## Il computer si diverte
- Titolo originale: The Practical Joker
- Scritto da: Chuck Menville

### Trama
Mentre esplora un campo di asteroidi, l'Enterprise viene attaccata da tre incrociatori da battaglia romulani di classe D7. Il capitano Kirk ordina di nascondersi in un vicino campo di energia gassosa, sapendo che i Romulani non li avrebbero inseguiti. Qualche tempo dopo, l'equipaggio inizia a subire una serie di scherzi: bicchieri che perdono, utensili che si trasformano in gomma, un'uniforme del capitano con scritto "Kirk è un cretino", i corridoi della nave con il pavimento ghiacciato. Tutti sospettano che il burlone sia un membro dell'equipaggio. McCoy, Uhura e Sulu sperano di sfuggire al burlone nascondendosi nel ponte ologrammi della nave, ma anche nelle simulazioni egli compie la sua opera: i tre vengono infatti fatti cadere in una trappola e successivamente bloccati da una tormenta di neve.
Il burlone, che si rivela essere il computer dell'Enterprise stessa (danneggiato dal precedente passaggio della nave attraverso il campo energetico), decide di fare uno scherzo ai Romulani per i danni causati nello scontro appena avuto. Gonfia un gigantesco pallone a forma di nave Constitution accanto all'Enterprise, che i Romulani attaccano. Kirk, fingendo paura alla prospettiva di tornare nella nuvola per sfuggire ai Romulani, inganna il computer che dirige la nave all'interno della nuvola, annullando il processo precedente. I Romulani, tuttavia, erano così infuriati per lo stratagemma della mongolfiera che seguono l'Enterprise dentro la nuvola di energia, cosa che causa loro lo stesso guasto ai loro computer.

## L'aurora che uccide
- Titolo originale: Albatross
- Scritto da: Dario Finelli

### Trama
Mentre l'Enterprise si trova in visita sul pianeta Dramia per consegnare forniture mediche, le autorità arrestano l'ufficiale medico McCoy con la grave accusa di genocidio. I Dramiani affermano che 19 anni prima McCoy aveva supervisionato un programma di vaccinazione su Dramia II e che una volta che se ne fu andato la maggior parte degli abitanti morì di una strana peste. Il governo di Dramia crede che la peste debba essere stata il risultato delle attività di McCoy lì.
Kirk dirige l'Enterprise su Dramia II per indagare. Il comandante dramiano Demos li segue e si introduce sul vascello federale, pensando di non essere scoperto. Su Dramia II trovano un sopravvissuto di nome Kol-Tai che non fu contagiato dalla peste, ricorda di essere stato guarito da McCoy da un virus sauriano ed è disposto a testimoniare che il medico non è un assassino di massa. Durante il viaggio di ritorno verso Dramia passano vicino a un'aurora spaziale e Kol-Tai inizia a sviluppare i sintomi della peste, ossia un cambiamento nel colore della pigmentazione della pelle. L'intero equipaggio viene infettato dalla piaga, ad eccezione di Spock che ne è immune.
Con l'intero equipaggio della nave infetto, Spock è costretto a fare evadere McCoy dalla prigione su Dramia in modo che possa trovare una cura. Spock intuisce che la cura contro il virus sauriano che usò su Kol-Tai lo rese immune anche alla peste dell'aurora e informa McCoy, che somministra subito la cura a tutto l'equipaggio. I Dramiani ritirano tutte le accuse contro McCoy.

## È più tagliente di un morso di un serpente
- Titolo originale: How Sharper Than a Serpent's Tooth
- Scritto da: Russell Bates e David Wise

### Trama
A seguito di un segnale proveniente da una misteriosa sonda, l'Enterprise viene immobilizzata da una nave aliena. L'alieno a bordo afferma di essere Kukulkán, dio degli antichi Maya e Aztechi. Trasporta Kirk, McCoy, Scott e il guardiamarina nativo Walking Bear sulla sua nave e, usando un ponte ologrammi, fa credere loro di trovarsi nel mezzo di un'antica città, dove li avverte che apparirà solo quando avranno risolto un enigma. La città combina le architetture di molte antiche culture della Terra: egiziana, azteca, cinese, ecc.: Kirk conclude che Kukulkán aveva visitato molti degli antichi popoli sulla Terra, ma ognuno aveva appreso solo una parte di ciò che insegnò loro, quindi nessuno di loro eseguì le istruzioni complete per segnalare il suo ritorno. Kirk scala un'enorme piramide nel centro della città e ordina a McCoy e Scott di girare delle statue con la testa di serpente verso la piramide; in tal modo, la luce solare si riflette sulla cima della piramide e accende un dispositivo di segnalazione. Kukulkán appare e si rivela essere un serpente alato. I quattro si ritrovano in una sorta di zoo dove l'alieno tiene in gabbia diversi animali alieni incoscienti collegati tramite shunt neurale a delle simulazioni: Kukulkán vorrebbe aiutare gli Umani a vivere in pace, ma Kirk gli spiega che l'umanità si è evoluta e non ha più bisogno di guide, non essendo più una specie aggressiva. Nel frattempo Spock ha escogitato un modo per liberare l'Enterprise dal campo di forze di Kukulkán: il serpente alato, mostrando di voler distruggere la nave, viene neutralizzato da un felino alieno elettrico liberato da Kirk e McCoy, mentre l'Enterprise danneggia la sua nave a colpi di phaser. L'alieno infine ammette controvoglia che gli Umani si sono realmente evoluti e, dopo aver liberato gli ostaggi, si allontana.

## Universi paralleli
- Titolo originale: The Counter-Clock Incident
- Scritto da: John Culver

### Trama
L'Enterprise sta trasportando il commodoro Robert April (che fu il primo capitano della nave) sul pianeta Babel, dove avverrà la cerimonia per il suo pensionamento. Improvvisamente si manifesta una nave aliena che sembrerebbe in rotta di collisione con l'Enterprise, ma che in realtà è diretta verso una vicina supernova a folle velocità curvatura. Kirk ordina di utilizzare il raggio traente per frenarla, ma è la nave aliena che li trascina verso l'esplosione stellare. L'Enterprise si ritrova così in un anti-universo dove tutto è invertito: le stelle sono nere, lo spazio bianco e loro iniziano a ringiovanire. La donna che pilota la nave aliena li porta sul suo pianeta Arret per cercare una soluzione: nel loro universo la supernova non è la fine di una stella, ma l'inizio, e bisogna trovare una nuova esplosione simultanea nei due universi. Riescono a trovare la stella nascente, ma la loro età, a causa delle elevate velocità delle navi di quell'universo, ringiovanisce rapidamente: avendo tutti sui trent'anni, si ritrovano presto bambini; Kirk, che è il più anziano, fa giusto in tempo a cedere il comando a Spock che, essendo Vulcaniano, invecchia lentamente, ma alla fine assume il comando April, che da settantacinquenne si ritrova trentenne e trae in salvo l'Enterprise. Utilizzando gli schemi memorizzati nel teletrasporto, tornano alla loro vera età, compreso April: la Flotta, come riconoscenza, gli posticipa la pensione.